# 비판적 사고
비판적 사고(批判的 思考, 영어: critical thinking) 또는 논리적 사고(論理的 思考, 영어: logical thinking)는 판단하기 위하여 사실들을 분석하는 것이다. 비판적 사고는 다양한 정의가 있는데, 일반적으로 합리적이고, 회의적이며, 편향되지 않은 분석 혹은 사실적 증거에 대한 평가 등의 개념

## 같이 보기
- 회의주의
- 과학적 방법론